# Trận Wœrth
Trận Wœrth theo cách gọi của người Đức (người Pháp gọi là Trận Frœschwiller-Wœrth  hay Trận Reichshoffen), là một trong những trận lớn đầu tiên của cuộc Chiến tranh Pháp-Đức (1870–1871), diễn ra vào ngày 6 tháng 8 năm 1870 giữa hai ngôi làng Wœrth và Frœschwiller thuộc địa phận Alsace ở miền Đông Bắc nước Pháp. Dưới sự thống lĩnh của Thái tử Friedrich Wilhelm và sự chỉ đạo chiến lược của Tham mưu trưởng Leonhard von Blumenthal, 96.750 quân Phổ-Đức thuộc Binh đoàn số 3 đã đánh tan tác 48.550 quân của 5 sư đoàn Pháp do Thống chế Patrice de Mac-Mahon chỉ huy. Chiến thắng toàn diện này góp phần đem lại quyền làm chủ Alsace cho người Đức đồng thời mở đường cho họ tiến vào nội địa Pháp và theo đó uy hiếp Paris. Cùng ngày, các đơn vị thuộc các binh đoàn 1 và 2 của liên quân Đức cũng đánh thắng Quân đoàn II Pháp trong trận Spicheren trên biên giới Lorraine. Hai cuộc thất trận ngày 6 tháng 8 đã giáng đòn nặng nề vào tinh thần cũng như ý chí chiến đấu của quân tướng Pháp.
Trận Wœrth-Frœschwiller được nhìn nhận là một trận đánh điển hình của cuộc chiến năm 1870-1871, trong đó phía Đức nắm ưu thế áp đảo về quân số cũng như pháo binh. Các tướng chỉ huy Binh đoàn 3 đã điều động được 4 quân đoàn Phổ-Bayern và sư đoàn Württemberg để tấn công Quân đoàn I và một sư đoàn thuộc Quân đoàn VII của Pháp. Được bố trí trên một tuyến phòng thủ cứng rắn và trang bị loại súng trường nạp hậu hiện đại Chassepot, quân Pháp đã gây nhiều thương vong cho những đội hình tiến công trực diện của bộ binh Đức, song đội ngũ pháo binh hùng mạnh của Đức đã khoét nên những lỗ hổng to lớn trong hàng ngũ đối phương. Đây là lần đầu tiên quân Pháp nhận thức được đầy đủ sự ưu việt của loại đại bác nạp hậu tối tân hiệu Krupp mà pháo binh Phổ-Bayern sử dụng. Với tầm bắn, tốc độ bắn và độ chính xác vượt trội, pháo Krupp dễ dàng làm câm tịt các khẩu pháo nạp tiền của Pháp và khiến nhiều binh sĩ Pháp khiếp sợ đến mức phải tự giao nộp mình cho người Đức. Trong khi những đợt xung phong ác liệt của kỵ binh Pháp đều bị hỏa lực bộ binh và pháo binh Đức bẻ gãy với thiệt hại hết sức ghê gớm, các cuộc tấn công ngang sườn của quân đội Phổ-Nam Đức cuối cùng đã quét sạch đối phương ra khỏi trận địa.
Trận đánh dữ dội này đã mang lại cho lực lượng dưới quyền MacMahon tổn thất đến non nửa binh lực của họ, trong số đó hơn 9.000 người bị bắt làm tù binh. Mặc dù Quân đoàn V Pháp dưới quyền tướng De Failly ở Bitche đã không kịp tiếp viện theo yêu cầu của MacMahon, tin tức về sự thảm bại của viên thống chế tại Wœrth-Frœschwiller buộc Quân đoàn V rời bỏ Bitche và cùng tàn binh Quân đoàn I cuống cuồng tháo chạy qua dãy núi Vosges theo hướng tây nam. Trong cơn chạy loạn, các đơn vị Pháp phải bỏ lại mọi nhu yếu phẩm của mình. Con đường triệt thoái của MacMahon và De Failly đã kéo theo sự chia cắt giữa 3 quân đoàn I, V và VII ở mạn nam với bộ phận chủ lực Binh đoàn sông Rhin khai thác tình hình đó, Tổng tham mưu trưởng quân đội Phổ Helmuth von Moltke quyết định huy động hai binh đoàn số 1 và 2 tập trung giải quyết cánh quân chủ lực Pháp trong khi Friedrich Wilhelm tiếp trục truy đuổi cánh quân phía nam vào giai đoạn kế tiếp của chiến dịch.

## Bối cảnh
Không lâu sau khi cuộc Chiến tranh Pháp-Phổ bùng nổ, Tổng tham mưu trưởng quân đội Phổ-Đức Helmuth Graf von Moltke đã hội đủ các đạo binh hùng hậu của mình của mình trên một diện rộng từ Koblenz xuống Karlsruhe vào đầu tháng 8 năm 1870. Cánh trái của ông gồm Binh đoàn số 1 (50.000 quân) dưới quyền Thượng tướng Bộ binh Karl von Steinmetz và Binh đoàn số 2 (134.000 quân) dưới quyền Vương tử Friedrich Karl trên mạn bắc, cánh phải gồm 125.000 quân của Binh đoàn số 3 do Thái tử Friedrich Wilhelm chỉ huy ở phía nam. Cuối ngày 3 tháng 8, Moltke đánh điện cho Friedrich Wilhelm: "Chúng tôi dự định tiến hành một đợt tổng tiến công; ngày mai Binh đoàn 3 sẽ vượt biên giới tại Wissembourg". Chủ trương của vị Tổng tham mưu trưởng là tập kết Binh đoàn 2, với Binh đoàn 1 yểm trợ sườn phải, trên bờ đông sông Saar để cầm chân chủ lực Binh đoàn sông Rhin của Pháp dưới quyền Napoléon III trong khi Binh đoàn 3 (125.000 quân) tràn vào Alsace, đánh quỵ bộ phận quân Pháp tại đây rồi vượt dãy Vosges. Tiếp theo đó, Binh đoàn 2 sẽ tấn công quân chủ lực Pháp trong khu vực từ Saarbrücken đến Sarreguemines trong khi Binh đoàn 1 từ Tholey quành xuống phía nam bao vây sườn trái và Binh đoàn 3 vòng lên phía bắc để bọc kín sườn phải.
Chấp hành chỉ thị của Moltke, Thái tử Friedrich Wilhelm cùng tham mưu trưởng của mình là Trung tướng Leonhard von Blumenthal thúc quân tiến công Alsace vào buổi sáng ngày 4 tháng 8 năm 1870. Blumenthal hiểu rằng ông chỉ phải đương đầu với một lực lượng mỏng hơn của Pháp gồm Quân đoàn I (4 sư đoàn) dưới quyền Thống chế Patrice de Mac-Mahon tại khu vực biên giới và Quân đoàn VII (3 sư đoàn) dưới quyền tướng Felix Douay tại Belfort. Thêm vào đó, trong khi khoảng cách giữa 2 quân đoàn Pháp quá xa để có thể hỗ trợ lẫn nhau, các sư đoàn của Mac-Mahon lại bị dàn trải một cách tai hại. Trong trận đánh lớn đầu tiên của cuộc chiến, 50.000 quân Đức thuộc các Quân đoàn V, XI (Phổ) và II (Bayern) đã đè bẹp hàng phòng thủ của Sư đoàn 2 – đơn vị đi đầu của Quân đoàn I – gồm 8.600 quân Pháp do tướng Abel Douay chỉ huy ở thị trấn biên ải Wissembourg. Bản thân Douay bị thiệt mạng khi một xe đạn phát nổ và người kế nhiệm ông là tướng Jean Pélle phải rút tàn binh Sư đoàn 2 chạy về phía tây nam theo hướng Strasbourg, bỏ lại 1.092 người bị bắt làm tù binh cùng tất cả số đạn dược.

### Tổ chức phòng ngự của Quân đoàn I Pháp

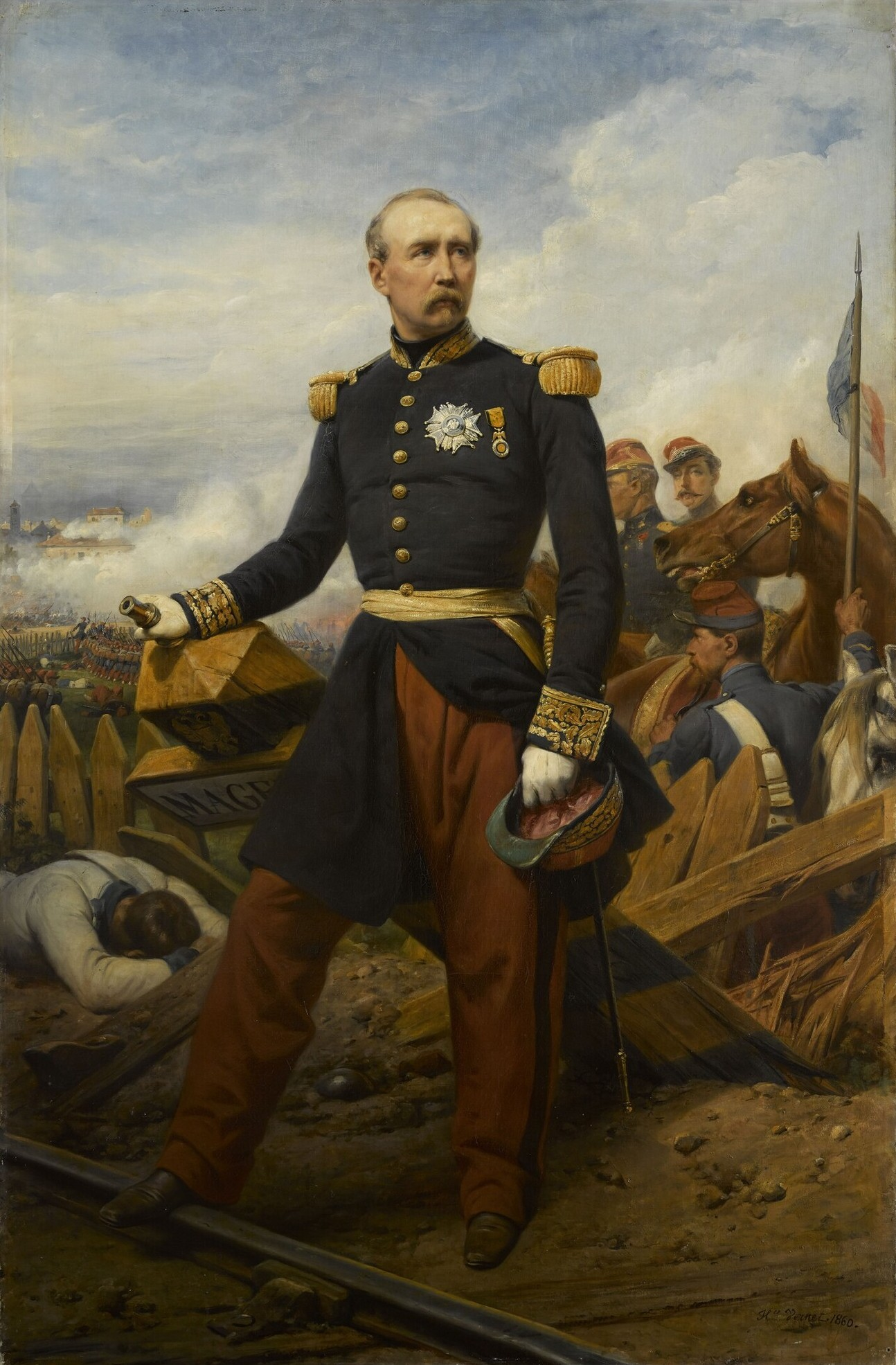
Thống chế MacMahon đã từng lập nhiều công trạng cho Pháp trong cuộc Chiến tranh Pháp-Áo năm 1859.

Cuộc thua trận tại Wissembourg (Weissenburg) đã cho MacMahon thấy được mối đe dọa sát sườn với các đơn vị của ông. Tuy nhiên, do tin mình còn có thể tổ chức phòng ngự hiệu quả trên một chiến tuyến vững mạnh với trọng điểm là làng Frœschwiller, viên Thống chế vẫn hành động một cách bị động. Để tăng cường quân phòng vệ, MacMahon đã mượn một sư đoàn của Quân đoàn VII ở Belfort; và, theo như ông đánh điện về Metz vào đêm ngày 4 tháng 8, vị Thống chế thậm chí còn hy vọng có thể sẽ chuyển sang phản công nếu như trong tay ông có thêm một quân đoàn nữa. Để đáp ứng nhu cầu của MacMahon, Hoàng đế Pháp đã đặt Quân đoàn V (tướng Pierre de Failly) dưới sự điều khiển trực tiếp của ông. Ngày 5 tháng 8, trong khi các sư đoàn của Quân đoàn I tập kết quanh Frœschwiller và sư đoàn Conseil Dumesnil từ Belfort được đưa đến từng phần một bằng đường sắt, MacMahon hiệu triệu cho Failly nam tiến qua dãy Vosges. Nhưng Failly tỏ ra thụ động do ông không muốn bỏ mặc khu vực biên giới từ Sarreguemines đến Bitche, nơi các đơn vị của ông đang trấn giữ. Không có Quân đoàn V, MacMahon chỉ nắm được trong tay 42.800 bộ binh, 5.570 kỵ binh và 167 đại bác để đối mặt với 3 đội hình hàng dọc của Thái tử nước Phổ, với 89.000 bộ binh, 7.500 kỵ binh và 342 đại bác.
Vào ngày 5 tháng 8, MacMahon khai triển 5 sư đoàn của mình trong một cứ điểm phòng ngự vững chắc nằm trên một dãy đồi cao, dốc và phủ rừng chạy dài theo hướng bắc-nam và nhìn về phía đông qua thung lũng sông Sauer. Dãy đồi này cũng chế ngự làng Wœrth – nơi MacMahon không đóng quân vì ông tránh sự tái diễn trường hợp xảy ra với sư đoàn đơn độc của Douay ở Wissembourg. Giống như trận địa phòng thủ của Quân đoàn II Frossard trong trận Spicheren cùng ngày, hệ thống phòng thủ của MacMahon được xem là một trong những "vị trí tuyệt vời" (position magnifique) của quân đội Pháp. Ở bên trái, ông chốt Sư đoàn số 1 dưới quyền tướng Auguste Ducrot tại Nehwiller và Niederbronn. Ở trung tâm, vị thống chế bố trí Sư đoàn số 3 dưới quyền tướng Noel Raoult phòng ngự chặt chẽ quanh ngôi làng chủ chốt Frœschwiller cùng với lực lượng pháo binh chủ lực của ông. Ở cánh phải, cánh yếu nhất trong đội hình phòng ngự của Pháp, MacMahon bài trí sư đoàn Lartigue và các thành phần của sư đoàn Dusmenil tại Morsbronn và Rừng Hạ (Niederwald). Chỉ có một lữ đoàn của sư đoàn Dusmenil kéo tới trận tuyến phòng ngự của MacMahon vào ngày 5 tháng 7; các đơn vị còn lại của sư đoàn – ngoại trừ lực lượng pháo binh – tới đây trong buổi sáng ngày hôm sau.
Ở đằng sau các đơn vị cánh phải, MacMahon đặt sư đoàn tàn tạ của Pelle và lữ đoàn thiết kỵ Michael (sư đoàn kỵ binh Xavier Duhesme), làm trừ bị. Phía sau Frœschwiller, vị thống chế bố trí sư đoàn kỵ binh trừ bị của tướng Bonnemain, gồm 4 trung đoàn thiết kỵ binh (khoảng 2.000 lính). Các vị trí phòng thủ của ông rắn chắc đến mức mà MacMahon khẳng định rằng Thái tử Phổ sẽ không dám phát động tấn công.

### Hoạch định của Binh đoàn số 3 Đức

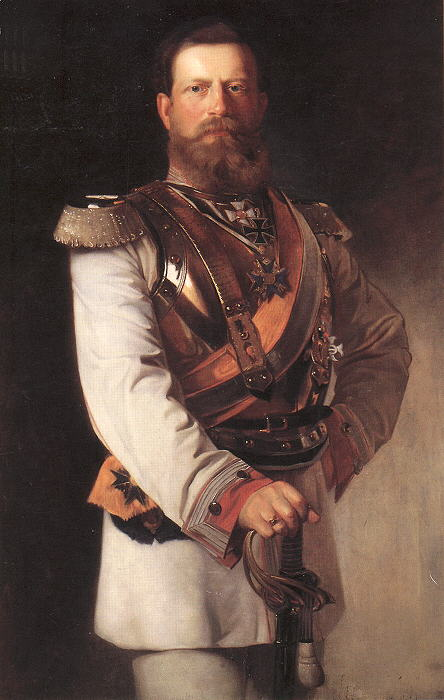
Thái tử Phổ Friedrich Wilhelm, sau này là vị Hoàng đế 99 ngày Friedrich III.

Do các đơn vị kỵ binh Phổ không thể tiếp tục truy kích ra ngoài Wissembourg, Friedrich và Blumenthal bị mất dấu bộ phận chủ lực Quân đoàn I Pháp vào ngày 5 tháng 8. Trước tình hình này, hai ông quyết định lùng sục khu vực phía đông dãy Vosges trước khi rẽ vào vùng núi và tiến ra Lorraine. Trong khi kỵ binh được lệnh thám sát về hai hướng tây và nam, Thái tử và Blumenthal đã ban lệnh cho Binh đoàn 3 tiếp tục hành binh xuống phía nam theo hướng Haguenau và Strasbourg. Hai ông tổ chức đội hình Binh đoàn 3 theo một khối vuông nhằm dễ bề ứng phó với mọi tình huống có thể xảy ra:
- Ở giữa, Quân đoàn V của Phổ – với thành phần chủ yếu là người Ba Lan – do Thượng tướng Bộ binh Hugo von Kirchbach chỉ huy và Quân đoàn XI của Phổ (thành phần chủ yếu là người các xứ Nassau, Hessen và Sachsen sáp nhập vào Phổ năm 1866) do Trung tướng Julius von Bose chỉ huy tràn xuống Wœrth và Soultz.
- Phía bên trái, Quân đoàn Baden-Württemberg dưới sự chỉ huy của Thượng tướng Bộ binh Phổ August von Werder tiến từ Lauenburg lên Aschbach. Cách Werder 8 km về phía bắc có Quân đoàn I của Bayern do Thượng tướng Bộ binh Ludwig von der Tann chỉ huy.
- Bên sườn phải có Quân đoàn II Bayern của Thượng tướng Bộ binh Jakob von Hartmann, cách quân đoàn Kirchbach 8 km về phía bắc, tràn xuống đoạn đường tới Lembach.

Friedrich và Blumenthal ban đầu đặt giả định rằng MacMahon đang chạy vào ẩn náu tại pháo đài Strasbourg. Nhưng đầu chiều ngày 5 tháng 8, một toán kỵ binh Đầu lâu (Totenkopf) khi đi tuần tiễu qua Wœrth đã phát hiện ra các cứ điểm quân Pháp trên sông Sauer. Đến đêm, Friedrich và Blumenthal đã xác định rõ: MacMahon hồ như chưa hề rời Frœschwiller, nơi ông ta đóng giữ trong thời gian diễn ra trận Wissembourg. Frœschwiller có thể bị hợp vây bởi một đạo quân lớn. Do vậy, buổi tối ngày 5 tháng 8, Thái tử Phổ và Tham mưu trưởng của ông bắt tay vào việc dàn dựng kế hoạch huy động toàn bộ Binh đoàn 3 tổ chức thế trận bao vây tiêu diệt (Kesselschlacht) vào ngày 7 tháng 8. Cùng đêm, quân tiền vệ Quân đoàn V di chuyển vào các vị trí đối diện với phòng tuyến quân Pháp bên kia sông Sauer. Do binh lính đã mỏi mệt sau những cuộc hành quân dài trên những đoạn đường chật ních trong khi việc tổ chức các tuyến đường tiếp tế vẫn chưa hoàn tất, Blumenthal quyết định cho quân nghỉ ngơi và chấn chỉnh đội ngũ vào ngày 6 tháng 8.

## Trận đánh
Trong suốt một đêm mưa gió, các đơn vị tiền đồn của Quân đoàn V Phổ đã chạm súng với các tiền đồn quân Pháp đối diện với họ qua sông Sauer. Tuy vậy, đến thời điểm tờ mờ sáng ngày 6 tháng 8, người Pháp vẫn chưa hề hay biết về quy mô triển khai lực lượng của Thái tử Phổ trong các ngôi làng và căn nhà bên kia sông. Lúc 5h, khi một toán quân mỏi mệt của Lartigue tiến xuống sông Sauer để tìm nước uống, quân Phổ đã nã súng về phía toán quân này. Xa về phía bắc, các tiền đồn Quân đoàn V đối diện Wœrth đã để ý thấy hoạt động huyên náo của quân Pháp trong thị trấn này – khi một số lượng lớn binh sĩ Pháp tìm đến các quán rượu ở Wœrth để giải khuây sau một đêm ẩm ướt. Được tin, viên tướng chỉ huy Lữ đoàn Bộ binh số 20 sai pháo binh khai hỏa, buộc lính Pháp phải nháo nhào chạy về chiến tuyến của mình. Khi một trung đoàn bộ binh Phổ tiến vào trong thị trấn, họ không còn thấy một mống quân Pháp nào. Đến 8h30, tình hình có lẽ đã trở nên ổn định khi quân Phổ rút về vị trí trên các sườn dốc phía đông thung lũng.

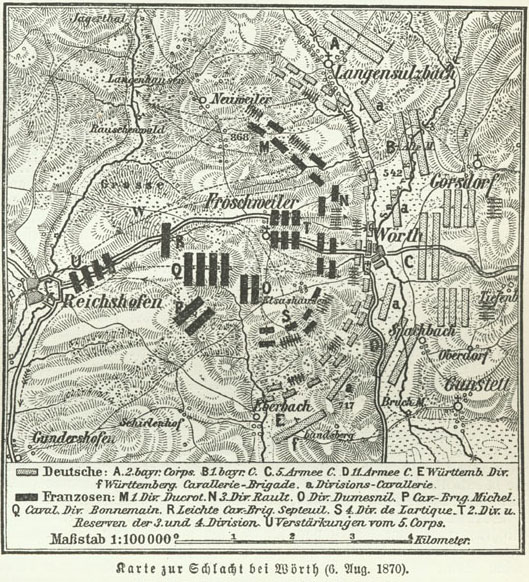
Bản đồ trận Wœrth ngày 6/8/1870.

Thế nhưng, cuộc pháo kích ngắn ngủi này đã làm dấy lên một trận đánh khốc liệt. Cách đó 3,22 km về hướng bắc, gần làng Langensulzbach, tướng Hartmann chỉ huy Quân đoàn II Bayern sau khi nghe tiếng đạn pháo và nhìn lướt qua những doanh trại quân Pháp trên các sườn dốc phía trên, đã kết luận rằng Quân đoàn V đang bị tấn công. Từ thung lũng Sulzbach phủ rừng và chật hẹp, Hartman không thể xác định tuyến phòng ngự quân Pháp, nhưng ông kiên quyết đưa Sư đoàn số 4 do Thượng tướng Bộ binh Friedrich von Bothmer tràn lên cao điểm ngay lúc các đơn vị tiền tiêu Quân đoàn V vừa mới rút khỏi Wœrth. Tiến công trên những sườn dốc nơi có nhiều khu rừng dày đặc, người của Bothmer nhanh chóng bị mất phương hướng và trở nên rối loạn. Không lâu sau 9h sáng, các đội hình quân Bayern từ bìa phía nam của các khu rừng Langensulzbach đã ra đến khu vực địa hình mở và vượt qua làn đạn pháo binh Pháp. Ngay lập tức, họ biến thành mồi ngon cho hỏa lực tập trung của các khẩu súng trường nạp hậu hiện đại Chassepot mà lính bộ binh Pháp sử dụng. Đến 10h30, cuộc tấn công của Sư đoàn 4 Bayern đã bị Ducrot chặn đứng.
Chiến sự cũng bùng phát ở đầu kia chiến tuyến quân Pháp, nơi tướng Lartigue cho pháo khai hỏa vào lúc 8h30. Các đơn vị đi đầu của Quân đoàn XI Phổ vốn đang di chuyển vào vị trí ở bên trái Kirchbach khi họ bị cuốn hút bởi tiếng đạn đại bác từ mặt trận Quân đoàn V và cảnh tượng những tuyến quân Pháp quanh Frœschwiller. Do vậy, người của Bose đã gấp rút tiến lên phía trước vừa lúc Lartigue đang triển khai hỏa lực pháo binh của mình vào 8h30. Để đối phó, Sư đoàn 22 (Quân đoàn VI) do tướng Schachtmeyer chỉ huy đã khai triển 4 khẩu đội pháo ở các ngọn dốc phía trên Gunstett. Họ phản pháo với tốc độ, độ chính xác và tầm bắn cao đến mức mà quân Pháp phải khiếp sợ. Chỉ sau vòng vài phút, hỏa lực pháo binh Pháp đã bị câm tịt và pháo binh Phổ làm chủ chiến địa.
Mặc dù không có động tĩnh gì trong làng Wœrth vào thời điểm 8h30, những tiếng đại bác vang lên từ hai hướng bắc-nam đã gây cho vị Tham mưu trưởng Quân đoàn V, Đại tá Karl Wilhelm von der Esch, e sợ rằng đây là sự báo hiệu cho một cuộc tấn công quy mô lớn vào sườn quân đoàn ông. Tuy không hề có ý định tiến công, Esch xuống lệnh cho toàn bộ pháo binh của Quân đoàn V khai hoả để kìm chân trung quân Pháp và ngăn chặn cái mà ông tin là đòn tấn công của MacMahon. Sau khi được triển khai trên đoạn đường chính theo hai hướng bắc-nam, 14 khẩu đội pháo Phổ bắt đầu giã trận địa quân Pháp vào lúc 9h30. Chỉ có hai khẩu đội pháo Pháp là dám bắn trả, song hỏa lực pháo binh Pháp thiếu chính xác và kém hiệu quả đến mức các chỉ huy của họ phải nhanh chóng ra lệnh ngừng bắn để tiết kiệm đạn pháo.

### Giao chiến lan rộng

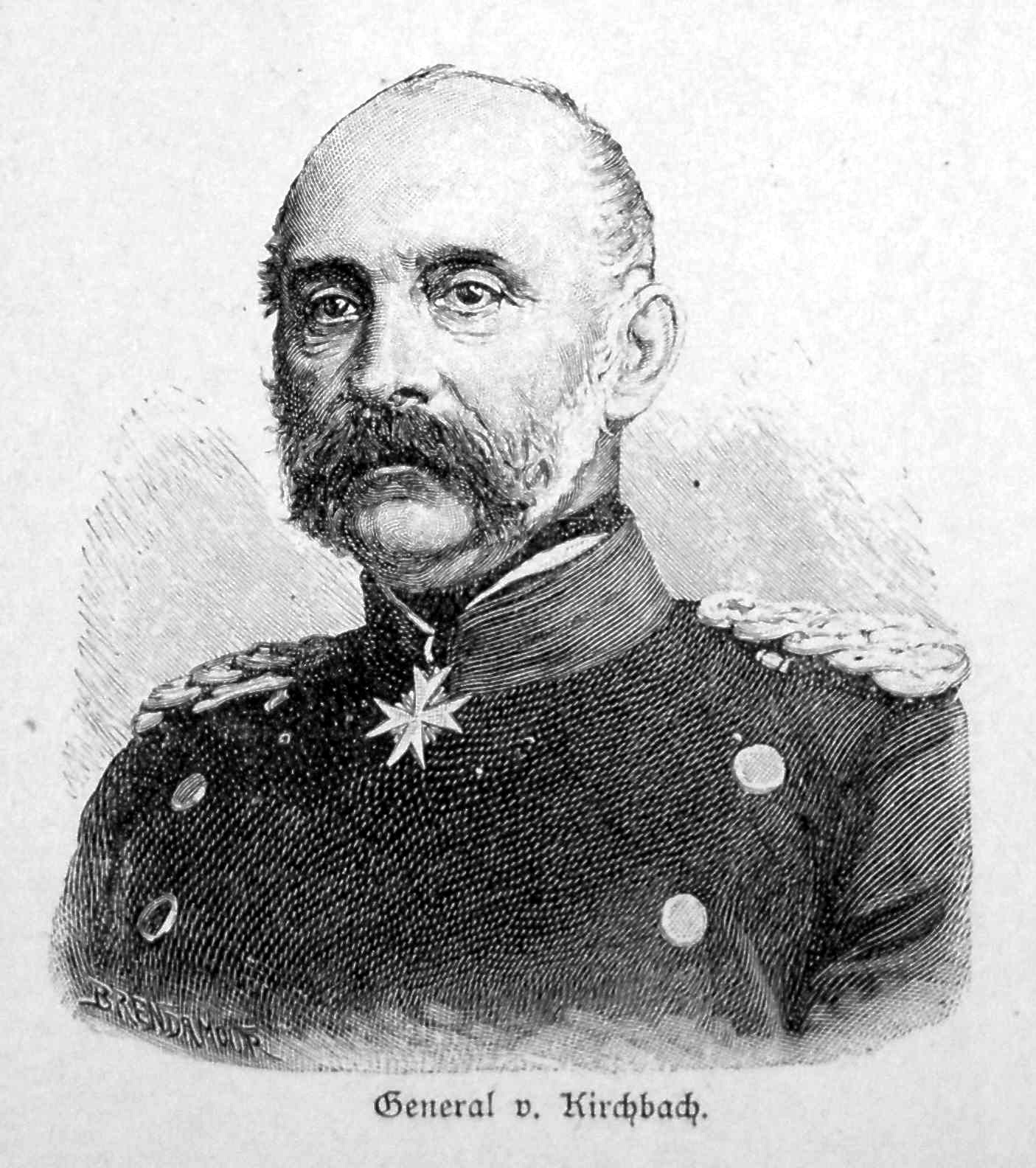
Tướng Phổ Hugo von Kirchbach

Tới lúc này, người chỉ huy Quân đoàn V – Thượng tướng Bộ binh Hugo von Kirchbach đã xuất hiện trên trận địa pháo của Quân đoàn V. Được nhìn nhận là một trong những vị tướng táo bạo nhất của quân đội Phổ từ cuộc chiến tranh với Áo năm 1866, Kirchbach đã bị thương trong trận Wissembourg và đến giờ vẫn chưa thể cưỡi ngựa. Nhưng điều đó vẫn không thể ngăn cản ông phát lệnh cho bộ binh của mình tấn công chiếm Wœrth và "những cao điểm phía bên kia". Cùng lúc, được cổ vũ bởi thắng lợi của pháo binh, các đơn vị bộ binh dẫn đầu Quân đoàn XI đã tiến công qua khúc sông đối diện Gunstett. Như vậy, trong thời điểm 10h, ba quân đoàn II Bayern, V và XI Phổ chiếm hơn nửa quân số Binh đoàn 3 đã bị lôi kéo vào một trận đánh nằm ngoài dự kiến của Bộ Tổng chỉ huy Phổ.
Trong khi mũi tiến công của Sư đoàn 4 Bayern bị Sư đoàn 1 Pháp bẻ gãy ở bên trái, Sư đoàn 3 Pháp trên các sườn dốc giữa Frœschwiller và Wœrth đã đẩy lui các đợt tấn công của Quân đoàn V Phổ. Thậm chí các đơn vị bị dàn mỏng của sư đoàn Lartigue ở Rừng Hạ cũng ngăn được những nỗ lực đầu tiên của Quân đoàn VI nhằm vượt sông Sauer. Không chỉ giữ chắc tuyến phòng ngự cứng rắn của mình, quân zouaves của MacMahon liên tục mở các cuộc phản công bằng lưỡi lê buộc các đơn vị Phổ-Bayern phải chạy xuống các ngọn dồi và rút về phía bên kia sông.
Trước tình thế bất lợi, viên sĩ quan chỉ huy quân Phổ tại Wœrth khẩn cấp thỉnh cầu Kirchbach tăng viện. Kirchbach còn một sư đoàn trong tay mình, nhưng ông chưa được phép sử dụng nó. Tại tổng hành dinh Binh đoàn 3 ở Soultz, những tiếng súng trận càng lúc càng lớn từ mặt trận của Quân đoàn V đã gây cho Friedrich và Blumenthal hoảng hốt. Họ sai sứ giả mang đến cho Kirchbach một mệnh lệnh cấp bách yêu cầu viên tướng "chấm dứt cuộc chiến đấu, và tránh xa tất cả những gì có thể gây nên một trận chiến mới". Nhưng thượng lệnh đến quá trễ để có thể các lực lượng Phổ trên chiến trường có thể tổ chức triệt thoái. Thêm vào đó, vị Tướng tư lệnh Quân đoàn V đã phớt lờ thượng lệnh. Ông thông báo cho quân Bayern ở bên phải rằng ông đang tiếp tục tấn công và thỉnh cầu họ làm điều tương tự. Đồng thời, Kirchbach nhận được những lời hứa hẹn giúp sức từ Quân đoàn XI dưới quyền Bose, một viên tướng được sử gia Geoffrey Wawro đánh giá là hăng máu hơn cả Kirchbach. Với niềm tin được củng cố, Kirchbach đánh điện cho Thái tử để báo cáo về quyết định tấn công bằng sư đoàn trừ bị và sự kỳ vọng của ông vào kết quả tốt nhất.

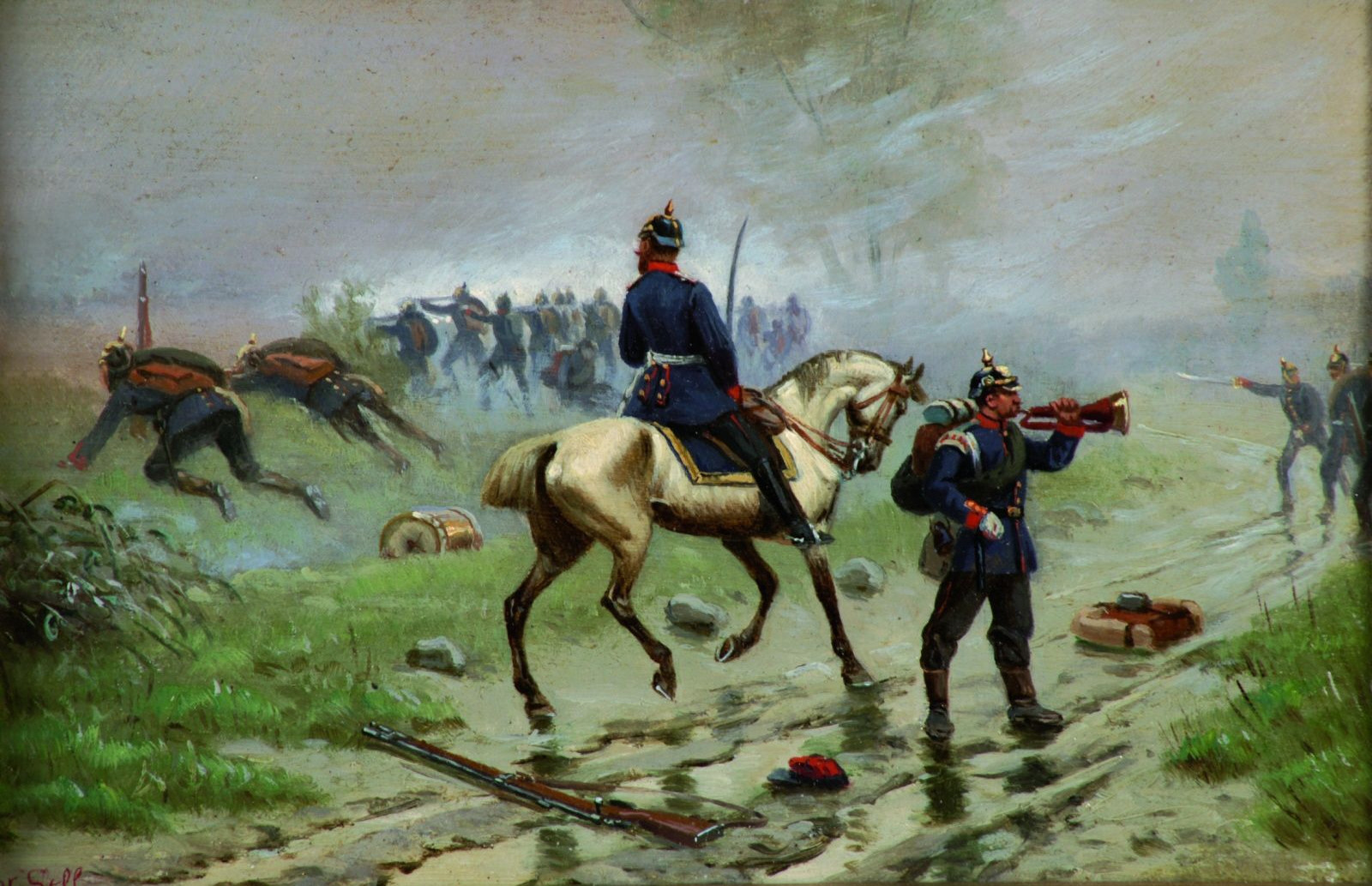
Binh sĩ Phổ thời cuối thế kỷ 19

Tình hình diễn tiến thuận lợi hơn cho quân Phổ trên mặt trận của Quân đoàn XI. Sau khi nhìn thấy những đội hình hàng dọc của Phổ từ phía đông hội tụ về cứ điểm mỏng yếu của sư đoàn ông, Lartigue báo cáo với MacMahon về mối hiểm họa đang càng lúc gia tăng. Nhưng MacMahon không thể giúp gì và Lartigue bị buộc phải tự lực cánh sinh; nếu như tình hình trở nên tồi tệ nhất có thể, lữ đoàn kỵ binh Michel sẽ được tung vào trận để hỗ trợ ông ta. Vào buổi trưa, Trung tướng Bose đã hội đủ binh lực Quân đoàn XI quanh Gunstett, và người Pháp chứng kiến "những toán quân áo đen của Phổ hiện lên trên đường tiến từ các ngọn cầu Gunstett với đầy vẻ hỗn loạn. Từ cái tổ kiến này, như thể là bằng phép thuật, các đội hình cấp đại đội đã tự dàn ra và nhanh chóng hình thành một đội hình chính quy tuyệt hảo mà không chút do dự". Quân cánh phải của ông đã chiếm được Rừng Hạ; và, được rừng yểm trợ khỏi làn đạn pháo của Pháp, bộ binh Phổ hất quân Pháp lên ngọn đồi ở phía sau. Đồng thời, cánh trái Quân đoàn XI phát động tiến công Morsbronn. Khi quân Phổ đang tiến về phía ngôi làng, hai đại đội Pháp chốt giữ Morsbronn đã rút khỏi đây để bảo toàn lực lượng. Chiếm được Morsbronn, quân Phổ đã tiến ra ngoài làng khi mà Lartigue huy động kỵ binh tấn công họ.

### Cuộc xung phong của thiết kỵ binh Pháp

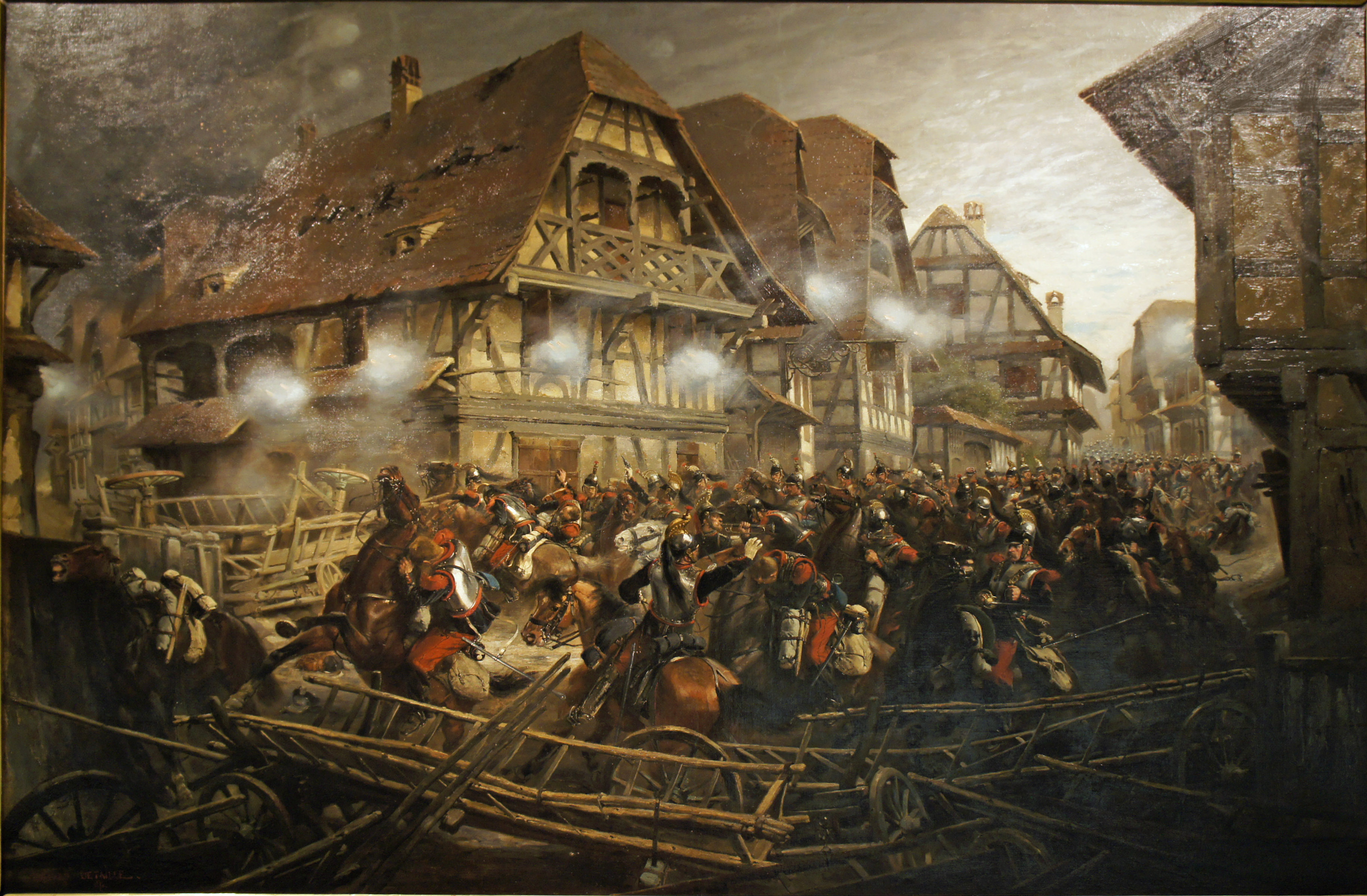
Trung đoàn Thiết kỵ 9 Pháp bị kẹt trong làng Morsbronn-les-Bains.

Giờ đây Lartigue cho rằng hy vọng duy nhất để giữ vững vị trí của mình nằm ở việc tái lập một chiến tuyến từ đông sang tây dọc theo bìa phía nam của Rừng Hạ. Do vậy, ông điều động lữ đoàn thiết kỵ của Michel tiến công để cầm chân quân Phổ trong khi bộ binh Pháp ồ ạt rút qua các về dốc về vị trí phòng ngự mới của họ. Tướng Michel đã xua toàn bộ lữ đoàn của mình xuống các ngọn dốc và lao tới Morsbronn với khí thế cao độ. Lính thiết kỵ Pháp sớm rơi vào một khu vực đầy những hàng rào, vườn nho, hàng cây và tường lũy. Từ đằng sau những chiến ngại vật này, bộ binh Phổ bắn xối xả vào đội hình địch, gây cho kỵ binh Pháp nhiều tổn thất. Thêm vào đó, đạn pháo quân Phổ từ phía bên kia sông Sauer cũng xé toạc hàng ngũ kỵ binh Pháp. Những khối kỵ binh tiếp cận được làng Morsbronn đã mắc kẹt trên một con đường bị chắn ở cả hai đầu, và từ trong các ô cửa sổ hai bên đường, lính bộ binh Phổ mặc sức xả súng thảm sát quân kỵ mã Pháp. Những khối kỵ binh còn lại đi vòng hai bên làng, nhưng bị bộ binh Phổ đón đánh và bị kỵ binh Phổ bố ráp. Quân kỵ binh Pháp phải bỏ chạy về trận tuyến của mình. Vào khoảng 14h, cuộc tấn công của kỵ binh Pháp đã kết thúc thảm hại, trong đó 9 khối kỵ binh Pháp bị xóa sổ nhưng có lẽ không lính bộ binh nào của Phổ bị thiệt mạng.

### Quân Đức thắng thế
Một tiếng đồng hồ trước đó, ngạc nhiên do tiếng súng trận càng lúc càng lớn thay vì lắng xuống theo mệnh lệnh của mình, Thái tử Friedrich Wilhelm cùng Tham mưu trưởng Blumenthal đã thân hành đến chiến trường. Nhận thấy việc hủy bỏ trận chiến là hoàn toàn bất khả thi, Thái tử đành chấp nhận tình hình. Ông truyền lệnh cho tướng Von der Tann mang Quân đoàn I Bayern đến yểm trợ sườn phải của quân đoàn Kirchbach. Từ trước đó, tướng Von Werder đã điều Sư đoàn Dã chiến Württemberg đến hỗ trợ cánh trái của Bose. Tình hình đó đã tạo thuận lợi cho quân Phổ kẹp quân Pháp bằng hai gọng kìm lớn (mỗi gọng kìm là 4 vạn quân) theo như kế hoạch mà Thái tử và Blumenthal đã đề ra. Hai người đã ra huấn dụ cho các chỉ huy cấp quân đoàn của Binh đoàn 3 áp dụng kế hoạch này. Nhưng do Kirchbach từ trước đã điều sư đoàn trừ bị của ông tràn qua hai làng Wœrth và Spachbach để đánh thẳng vào phòng tuyến quân Pháp, vị chỉ huy năng động của Quân đoàn V không thể hoãn tấn công nhằm chờ đợi đến khi đối phương bị bọc sườn từ hai hướng theo thượng lệnh.
Một đợt phản công của quân Pháp ban đầu đã đẩy lùi sư đoàn trừ bị Phổ. Không hề nao núng, tướng Kirchbach điều toàn bộ quân đoàn của mình tiến công. Các đơn vị quân đoàn đã hội đủ quanh Wœrth và tiến lên dốc theo những đội hình dọc cấp đại đội dày đặc. Từ bên kia sông Sauer, đoàn pháo binh Phổ đã tiến lên những ngọn cầu mà đội ngũ kỹ sư đã thả trên sông và, sau khi triển khai đội hình dọc theo con đường thung lũng, họ bắn thẳng vào những hàng ngũ quân Pháp mà họ có thể nhìn thấy qua làn khói súng cách đó 500 yard. Cuộc giao chiến ác liệt đã diễn ra giữa Quân đoàn V và quân phòng thủ Pháp trên các con dốc dưới làng Frœschwiller và làng Elsasshausen kề bên. Với sức mạnh quân số và pháo binh áp đảo, quân Phổ đã chống đỡ các đợt phản công dữ dội và dần dần khống chế được đối phương.

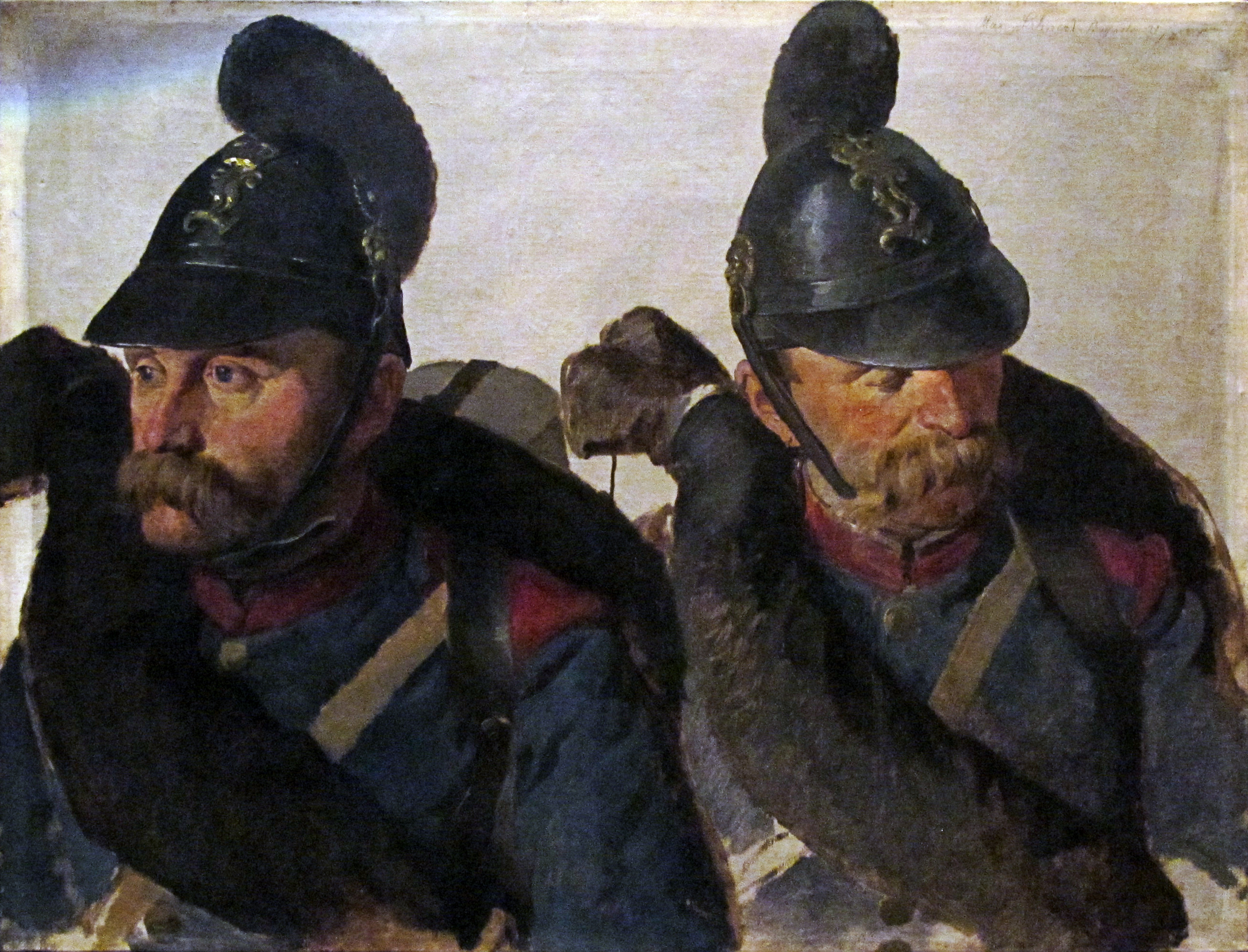
Lính bộ binh Bayern năm 1870

#### Hai quân đoàn Bayern
Tình hình thoạt đầu ở cánh phải cũng không diễn tiến theo dự định của Thái tử. Trong khi Quân đoàn II Bayern không còn sức tiếp tục tấn công, Quân đoàn I Bayern di chuyển trên những con đường làng dốc và lầy lội và phải sau một quãng thời gian dài, họ mới tiếp cận chiến trường. Nhưng sau khi đến nơi họ trở nên do dự trong việc tấn công. Thái tử Phổ phải sai tùy viên quân sự Bayern tại tổng hành dinh Binh đoàn 3 là Đại úy Celsius Girl đến khuyên những người đồng hương của ông không nên bỏ rơi đồng minh của mình hoặc tự làm nhục bản thân. Nhưng Girl không thuyết phục được tướng Von der Tann, và phải sau khi bộ chỉ huy Binh đoàn 3 phái 4 sứ giả đến thúc giục, Von der Tann mới chịu tấn công. Trên thực tế, theo nhà sử học Anh Michael Howard, nhiệm vụ của quân Bayern là không dễ chút nào: họ phải tiến công trên một khu vực dốc và rậm rạp hơn nhiều so với địa bàn tấn công của quân cánh trái Phổ. Khu vực này rất khó kiểm soát và không có đủ khoảng trống để khai triển pháo binh. Song cũng phải nói thêm là quân Bayern không có được tổ chức và kỷ luật chặt chẽ như quân Phổ. Trước làn hỏa lực chassepot và mitrailleuse của quân Pháp, người của Von der Tann bị mất phương hướng, nã súng lẫn nhau và ào ạt tháo chạy. Lính bộ binh Bắc Phi zouaves của Ducrot nhanh chóng khai thác tình hình này.
Nhưng sau cùng lợi thế cũng nghiêng về phe có quân số áp đảo. Trong khi phía Pháp chỉ có một bộ phận của sư đoàn Ducrot và một trung đoàn ở cánh trái của Raoult cố thủ khu rừng phía đông bắc Frœschwiller, những thành phần mạnh nhất của hai quân đoàn Bayern đều được huy động để tấn công họ. Vào buổi chiều, tình hình quân Pháp dần dần trở nên bất lợi. Trong khi khu rừng bị nhấn chìm trong lửa đạn, thiệt hại của các đơn vị Pháp ngày càng lên cao và đạn dược của họ trở nên cạn kiệt. Họ phải gửi nhiều thông điệp cầu cứu đến các chỉ huy cấp lữ đoàn và sư đoàn – những người cũng không kém phần tuyệt vọng và chỉ hồi đáp bằng những lời kêu gọi binh sĩ hãy cố gắng tử thủ hết mình. Ducrot cuối cùng đã điều các lực lượng trừ bị cuối cùng của ông vào trấn giữ khu rừng; song, người Pháp giờ đây không thể làm gì để đối phó với cuộc hành quân bọc sườn rộng lớn của người Bayern về phía Nehwiller cũng như cuộc tiến quân của Kirchbach từ Wœrth qua các vườn nho tới bên phải hậu quân Pháp. Khoảng 16h, sư đoàn Ducrot hoàn toàn rơi vào vô vọng.

#### Quân đoàn XI Phổ
Cánh trái là nơi duy nhất mà cuộc tiến công của quân Đức diễn ra thật sự suôn sẻ theo ý bộ chỉ huy Binh đoàn 3, song cần lưu ý là Quân đoàn XI đã tiến công do ý thức tự giác của mình hơn là do tuân thủ mệnh lệnh cấp trên. Phải mất một tiếng đồng hồ để các đạo binh của Bose mở đường tiến ra ngoài Rừng Hạ. Trong môi trường rừng cây, các lực lượng tấn công của Phổ chỉ nhận được sự yểm trợ hạn chế của pháo binh trong khi họ bị bắn tỉa bởi các đơn vị lính zouaves núp sau những bụi cây. Mặc dù vậy họ đã giáng cho quân Pháp những thiệt hại nặng nề – riêng Trung đoàn 3 Zouaves chịu thương vong 45 trên tổng số 66 sĩ quan và 1.775 trên tổng số 2.200 lính. Trước tình hình tồi tệ, Lartigue thu tàn binh rút theo hướng tây bắc về bên kia sông Eberbach để tránh bị quân cánh trái Đức bọc hậu. Vào khoảng 14h30, bộ binh Quân đoàn XI với sự theo sát của lực lượng pháo binh yểm trợ đã bắt đầu tràn ra từ bìa bắc rừng Rừng Hạ và về phía sườn phải của các lực lượng Pháp đang ra sức chống giữ Elsasshausen trước các đợt tiến công của Quân đoàn V từ hướng đông.

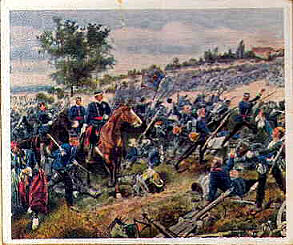
Quân Württemberg trong chiến đấu

Lúc 15h, các lực lượng của MacMahon đã bị nén thành một hình tứ giác có diện tích 2.6 km², và đại bác Đức dễ bề bắn vỡ từng mảnh của tứ giác này. Vào thời điểm ấy, mặc dù quân của Ducrot và Raoult vẫn đang cầm cự trước các cuộc tấn công của quân Đức với số lượng áp đảo về hướng đông và hướng bắc, các đơn vị hỗn tạp của Pháp ở phía nam đã không ngăn được quân của Bose đột chiếm ngôi làng đang rực cháy ở Elsasshausen và hội quân với cánh trái của Kirchbach từ sau 2h30, trong khi ở hướng tây đường rút của quân Pháp đã bị đe dọa bởi kỵ binh cánh phải Quân đoàn XI và Sư đoàn Dã chiến Württemberg dưới quyền tướng Phổ Hugo von Obernitz, đơn vị đã tiến qua mặt trận của Quân đoàn XI để tiếp cận hậu quân Pháp theo huấn lệnh của Thái tử. May cho MacMahon là quân Württemberg sau khi đến nơi đã bị lôi cuốn vào trận đánh quanh Elsasshausen thay vì thẳng tiến về Reichshoffen. Theo sử gia Howard, điều này cùng với tiến độ chậm của cuộc hành quân bọc sườn qua Nehwiller của quân Bayern ở phía bắc có lẽ đã cứu vãn quân Pháp khỏi nguy cơ bị bao vây toàn diện như ở Sedan 3 tuần sau. Dù gì, tình hình trước mắt của MacMahon là hết sức nguy khốn. Ông không hề nhận được sự giúp đỡ nào từ Quân đoàn V; thay vì "hành quân theo tiếng đạn pháo" như các tướng Phổ-Đức, Failly chỉ ngồi lại ở Belfort với nỗi lo sợ bị tấn công khi nghe những tiếng đại bác vang khắp dãy Vosges. Giống như Lartigue một giờ trước, MacMahon vào lúc 15h đã hạ lệnh sư đoàn kỵ binh Bonnemain xung kích vào các đơn vị bộ binh Phổ đang tiến từ phía nam.

#### Các cuộc phản công cuối cùng của quân Pháp

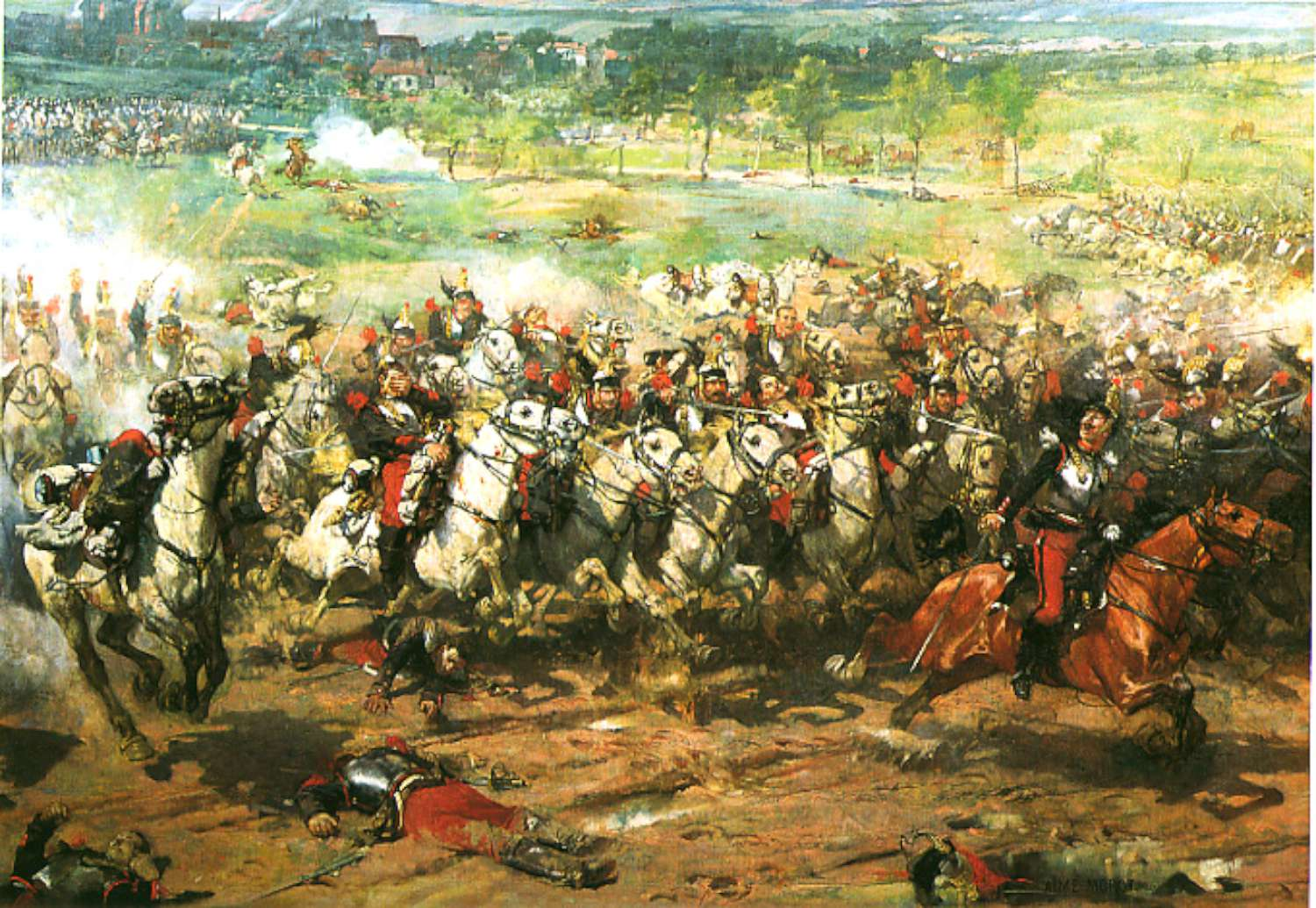
Trận Reichshoffen, tranh vẽ của Aimé Morot (1887)

MacMahon tin rằng cuộc xung phong ồ ạt của kỵ binh sẽ gây cho quân Đức hoảng loạn trong một thời gian đủ lâu để bộ binh Pháp chấn chỉnh hàng ngũ và rút lui. Xung phong trên một khu vực đầy những hàng rào, vườn nho, hàng cây và tường lũy, kỵ binh Pháp không thể gây đối phương rối loạn như MacMahon mong muốn. Trong khi đó, quân Phổ đã chia nhỏ đội hình, núp sau các chiến ngại vật và mang súng trường ra bắn tan tác kỵ mã Pháp. Chỉ trong vòng 10 phút, hỏa lực bắn thẳng của bộ binh và pháo binh Phổ đã đập tan cuộc tấn công của lữ đoàn thứ nhất của Bonnemain, loại được các sĩ quan cấp trung đoàn và 3/4 lực lượng lữ đoàn ra ngoài vòng chiến. Trong khi tìm cách tránh né đống xác người và ngựa trên đường tiến của mình, lữ đoàn thứ hai của Bonnemain cũng chịu số phận tương tự. Cuộc tấn công của quân thiết kỵ Pháp đã bị thảm hại mà không một lính thiết kỵ nào tiếp cận được chiến tuyến quân Phổ.
Trong tay MacMahon lúc này vẫn còn lực lượng trừ bị gồm 8 khẩu đội pháo và tàn binh Sư đoàn 2 Pelle. Ông bèn triển khai đại bác ở phía trước Frœschwiller, nhưng đã quá muộn. Bộ binh Phổ đã tiếp cận đủ gần để giương súng bắn chết các pháo thủ Pháp, và các khẩu đội Pháp bị buộc phải rút chạy sau khi mới bắn được vài phát.
Với sự thất bại của pháo binh trừ bị, MacMahon chỉ còn Sư đoàn 2 để chống giữ khu rừng phía đông bắc Frœschwiller và mở đoạn đường Reischhoffen cho quân chủ lực Pháp rút lui. Khoảng 15h30, MacMahon đưa một trung đoàn của Pelle tiến qua lên cao điểm. Sau khi vấp phải làn hỏa lực mãnh liệt của quân Đức, quân Pháp bỏ chạy tán loạn. Nhưng họ đã quy tập lại lực lượng và các đội hình lộn xộn của họ tràn xuống đồi theo hướng băng qua Elsasshausen về phía Rừng Hạ. Cuộc phản công của trung đoàn bộ binh Pháp cũng trở nên vô ích không kém các đợt xung phong của quân thiết kỵ binh Pháp trước đó. Đã ba lần quân Pháp bị tan vỡ dưới làn đạn quân Đức, song lần nào các sĩ quan chỉ huy cũng thúc giục họ tiên lên lần nữa. Cuối cùng, phần lớn trung đoàn Pháp đã bị tiêu diệt và số quân còn lại phải rút chạy.

#### Tàn cuộc
Thời điểm quyết định của trận chiến đã đến khi quân đội Đức khai triển 25 khẩu đội pháo trên một khu vực trải về hướng nam và hướng đông Frœschwiller. Những trận mưa đạn của pháo binh Đức đã phá tan tành khu vực phòng thủ bị thu hẹp của quân Pháp. Vào khoảng 16h, sức kháng cự của quân Pháp bị nghiền nát. Từ ba phía bắc, nam và đông, quân Phổ và quân Bayern nhất tề đánh chiếm làng Frœschwiller. Rất ít quân Pháp cố thủ trong khu rừng phía đông nam Frœschwiller chạy được khỏi đây; trong một trung đoàn Pháp gồm 2.300 người, chỉ có 3 sĩ quân và 250 binh lính chạy thoát. Trong một quãng thời gian dài sau khi Frœschwiller thất thủ, quân Bayern ráo riết truy lùng những lính Pháp còn sót trong rừng. Vào lúc 16h30, trận chiến dứt điểm với thắng lợi toàn diện của Thái tử Friedrich Wilhelm, người đã dong ngựa qua các vườn nho để đón nhận tiếng reo hò của các binh sĩ dưới quyền ông ở Frœschwiller. Theo như Thái tử Phổ kể lại, "xác chết quân Pháp nằm chất đống, và màu áo đỏ của họ đập vào mắt người ở khắp mọi nơi".

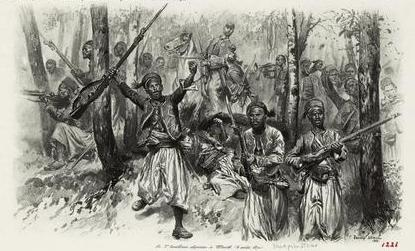
Một đơn vị lính tập (tirailleur) Algérie của Pháp trong trận chiến.

Trong lúc MacMahon thảm bại, sư đoàn Guy de Lespart (Quân đoàn V) đã xuất hiện tại Reichshoffen, nhưng chỉ kịp lúc để triển khai về hai bên Niederbronn và trì hoãn sự truy kích của quân Đức gồm Lữ đoàn Kỵ binh Württemberg (Thiếu tướng von Scheler), Trung đoàn Long kỵ binh 14 và Trung đoàn Khinh kỵ binh 14 Phổ trong khi tàn binh Quân đoàn I cuống cuồng tháo chạy. Đây là đơn vị duy nhất mà Failly điều đến hỗ trợ MacMahon trong ngày hôm ấy. Viên chỉ huy Quân đoàn V trụ lại Belfort cho đến 18h30, khi ông nhận được tin báo của một nhân viên đường sắt: "Địch ở Niederbronn. Tan vỡ trên toàn tuyến". Hoảng hốt, tướng Failly quyết định từ bỏ Bitche và rút qua dãy Vosges theo hướng Phalsbourg. Để không bị cồng kềnh khi di chuyển, Quân đoàn V đã bỏ lại mọi trang bị cầm tay, kho dự trữ và thậm chí cả tiền phí của mình tại Belfort. Họ rút lui mà không hề được yểm trợ bên sườn do sư đoàn Lespart đã hội quân với MacMahon ở Niederbronn trong khi một lữ đoàn khác đã được điều đến Sarreguemines để hỗ trợ cho cánh quân Pháp ở phía bắc.
Về phía nam Reichshoffen, quân kỵ binh Phổ và đặc biệt hơn cả là hai trung đoàn kỵ binh Württemberg đã bắt được một số lượng lớn tù binh, đồng thời thu giữ vài cỗ đại bác và kho dự trữ của đoàn quân bại trận.
Sau thảm họa Wœrth-Frœschwiller, MacMahon đã thành thực gửi đến Hoàng đế một bản báo cáo về tình hình hiện thời của quân ông: "Tôi đã thua một trận đánh; chúng tôi đã chịu nhiều thiệt hại về người và của. Cuộc triệt binh hiện đang được tiến hành, một phần về Bitche, một phần về Saverne. Tôi sẽ cố gắng đến địa điểm này để chấn chỉnh quân lực". Hiểu rằng việc rút qua Bitche để hội với chủ lực Binh đoàn sông Rhin sẽ nhét cánh quân của mình vào một hẻm núi khó thể phòng bị, MacMahon hạ lệnh rút chạy qua Ingwiller và Saverne lên thượng lưu sông Moselle về hướng tây-nam. Nhưng các lực lượng dưới quyền ông đã trở nên rải rác và nhất thời chưa thể được kiểm soát. Khung cảnh hỗn loạn bao trùm những con đèo và đường mòn của vùng núi Vosges trong suốt đêm với những mớ tàn quân, ngựa chiến, xe goòng và đại bác lẫn lộn của cả ba quân đoàn I, V và VII.

## Kết cục

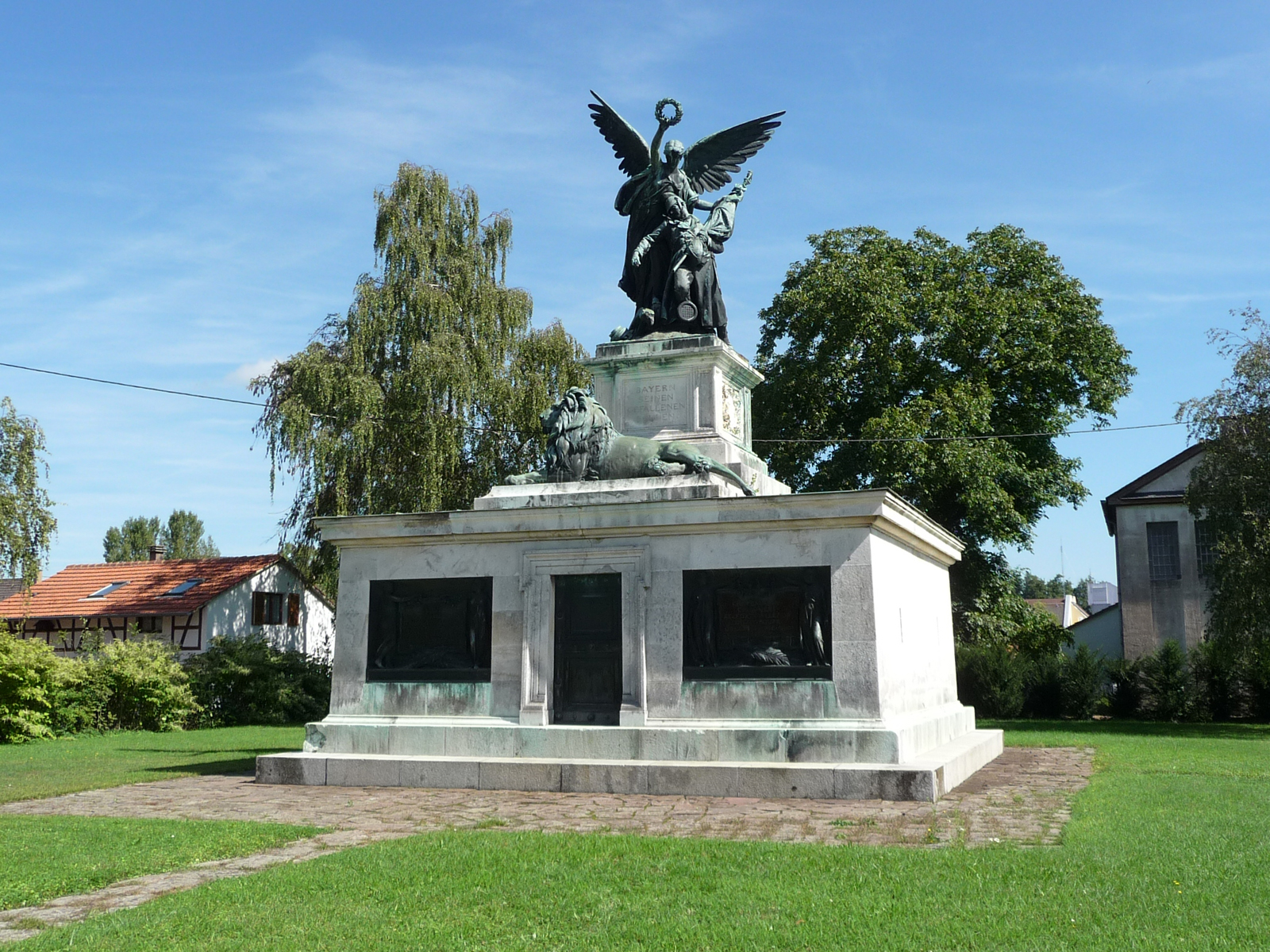
Đài tưởng niệm quân Bayern tại Woerth.

Phóng viên thời báo London Times, khi đó đang tháp tùng quân đội Đức, đã ca ngợi tinh thần kiên dũng của cả hai phe trong tác chiến:
| “ | Cuộc chiến đấu của người Pháp thật uy dũng. Các tướng Phổ nói rằng họ chưa từng thấy điều gì tuyệt vời hơn thế. Nhưng người Phổ cũng không thể bị phủ nhận. Với sự kiên trì to lớn và quyết tâm sôi sục, họ ồ ạt tràn lên các cao điểm... và, mặc dù liên tục bị chặn đứng, họ vẫn tiến lên với một tinh thần dũng mãnh mà quân địch không cự nổi trong cuộc chiến đấu dai dẳng này... | ” |

Trận chiến khốc liệt tại Wœrth-Frœschwiller đã đem lại tổn thất ghê gớm cho quân đội Phổ-Đức, với 489 sĩ quan và 10.153 binh sĩ chết hoặc bị thương – 6/7 trong số này thuộc về hai quân đoàn Phổ. Nhưng MacMahon đã thiệt mất phân nửa lực lượng quân đoàn mình. Số quân Pháp bị giết và bị thương lên đến 11.000 người và phần lớn con số này là do pháo binh Đức gây nên. Hãi hùng trước sự xuất hiện của quân Đức từ các bên sườn và đằng sau, 9.212 sĩ quan và binh lính Pháp còn lành lặn đã nộp mình cho quân Đức (trước sự phấn khởi của các binh sĩ Đức, nhiều tù binh Pháp sau trận đánh đã gọi Napoléon III là "mụ già" và MacMahon là "con lợn" - le cochon).. Chưa hết, quân đội Phổ-Đức còn lấy được 6 khẩu mitrailleuse, 30 khẩu đại bác, 1 ngọn hiệu kỳ và 4 ngọn quân kỳ. Sự tổn thất những lá hiệu kỳ và quân kỳ này đã đánh một đòn đau vào niềm tự hào và tinh thần chiến đấu của người Pháp.
Trung tướng Bose đã hai lần bị thương trong trận đánh và phải giao lại quyền chỉ huy Quân đoàn XI Phổ cho Trung tướng Hermann von Gersdorff. Về phía Pháp, cuộc huyết chiến ở Froeschwiller đã lấy mạng tướng Raoult – Tư lệnh Sư đoàn 3, tướng Colson – Tham mưu trưởng Quân đoàn I – cùng phần lớn các sĩ quan tham mưu quân đoàn này.
Tuy nằm ngoài dự định của ông, trận Wœrth là một chiến thắng toàn diện cho vị Thái tử nước Phổ. Thắng lợi này đã khai lối cho Binh đoàn 3 vượt dãy Vosges tiến về nội địa Pháp và Paris, đồng thời dọn đường cho họ đánh xuống Strasbourg – thủ phủ vùng Alsace – ở mạn nam.. Ông viết vào nhật ký của mình sau trận chiến: "Hôm nay ta đã đánh bại hoàn toàn Thống chế MacMahon, đẩy quân của ông ta vào một cuộc tháo chạy toàn diện và nhốn nháo". Không chỉ bị quân chủ lực của Friedrich Wilhelm đuổi khỏi những đỉnh núi dễ cố thủ của dãy Vosges và cô lập khỏi quân chủ lực Binh đoàn sông Rhin, Quân đoàn I phải bỏ lại mọi lều trại, gà mèn, bếp dã chiến, nồi niêu, thực phẩm, đạn súng trường, đạn đại bác trong cuộc bỏ chạy tán loạn của mình và hoàn toàn không còn khả năng chiến đấu trong suốt tuần lễ tới. Trước khi rẽ sang phía tây để vượt dãy Vosges, Thái tử Phổ sai tướng Werder dẫn Sư đoàn Baden và một số đơn vị Phổ đi vây hãm Strasbourg vào ngày 7 tháng 8.

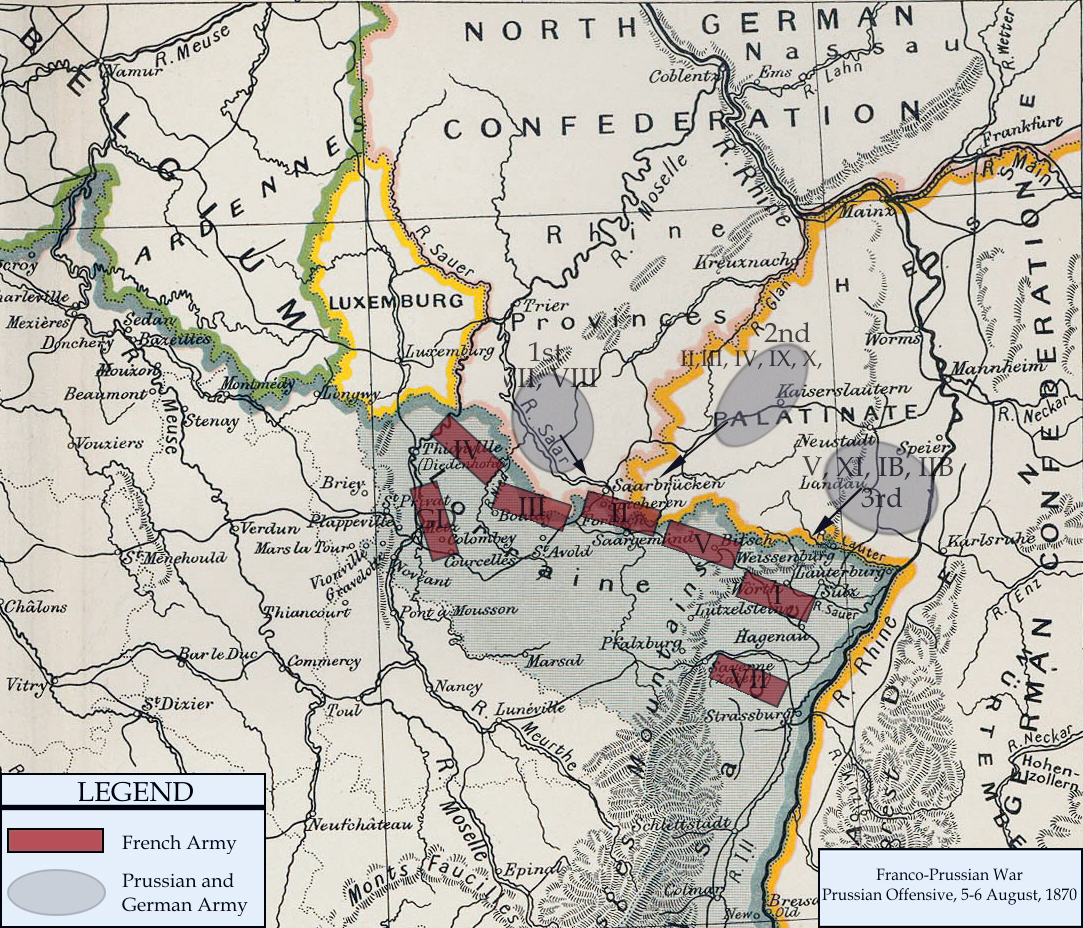
Bản đồ các mũi tấn công của Phổ-Đức ngày 5 và 6 tháng 8 năm 1870

Ngoài ra, theo nhà sử học quân sự Anh David J. A. Stone, trận chiến Wœrth-Froeschwiller cũng là cơ hội cho hai quân đoàn Bayern và Quân đoàn Baden-Württemberg bộc lộ năng lực của mình trong liên minh chiến đấu với Liên bang Bắc Đức do Phổ lãnh đạo, qua đó thắt chặt mối quan hệ đồng minh với Phổ và các bang Bắc Đức.
Mặc dù chiến thắng Wœrth-Frœschwiller hoàn toàn đáp ứng sách lược của Moltke nhằm bao vây xóa sổ chủ lực Binh đoàn sông Rhin ngay tại biên giới Saarbrücken-Lorraine, những diễn biến trên mạn bắc đã làm hỏng chiến lược ngay từ trước trận đánh: bất chấp mệnh lệnh nghiêm cấm vượt sông Saar của Moltke, vào ngày 5 tháng 8 Steinmetz đơn phương quay binh đoàn nhỏ bé của mình xuống mạn nam và tiến đánh Saarbrücken theo những lộ trình hành quân mà Moltke dành riêng cho Binh đoàn 2, đẩy binh đoàn Đức vào một chiến dịch tấn công trực diện ngoài ý muốn của Bộ Tổng tham mưu. Cùng ngày với trận Wœrth, Binh đoàn 1 và Quân đoàn III (Trung tướng von Alvensleben) của Binh đoàn 2 đánh bại Quân đoàn II của Pháp do tướng C. A. Frossard chỉ huy trong trận Spicheren cách Wœrth 64.4 km về phía bắc, buộc Frossard phải rút quân chạy về Sarreguemines. Thiệt hại của hai bên trong trận đánh lên đến khoảng 5.000 quân Đức và 4.000 quân Pháp.
Đúng như sự dự đoán của Thủ tướng Phổ-Bắc Đức Otto von Bismarck, tin tức về các trận Wœrth và Spicheren đã gây choáng ngợp cho các đồng minh tiềm ẩn của Pháp ở châu Âu: người Áo, Đan Mạch và Ý. Họ từ bỏ mọi ý định tham gia cuộc chiến mà người Pháp xem ra đã bị đánh bại.

### Phân tích chiến thuật

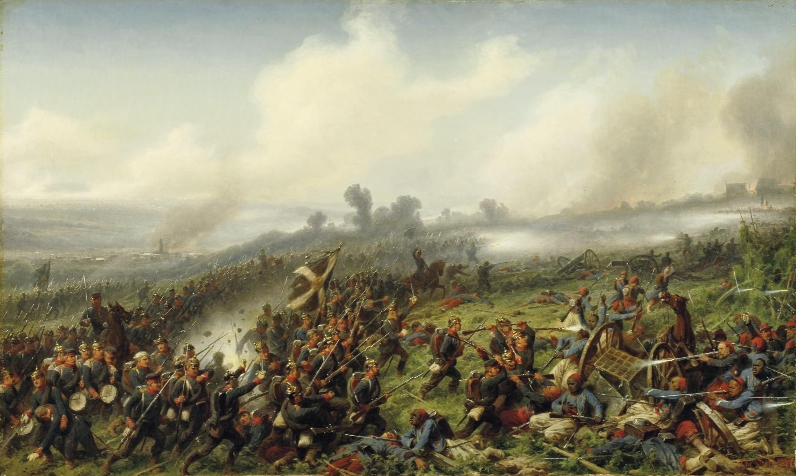
Cuộc chiến đấu giữa Trung đoàn Phóng lựu Hộ vệ Vua Friedrich Wilhelm III (số 1 Brandenburgisches) số 8 và Trung đoàn Phóng lựu Bá tước Gneisenau (Colberg) với bộ binh thuộc địa Bắc Phi của Pháp, họa phẩm của Christian Sell.

Cũng như nhiều trận đánh khác trong giai đoạn này, trận Wœrth-Frœschwiller cho thấy lợi thế to lớn mà những tay lính nhà nghề của Pháp có được từ loại súng trường hiện đại của mình. Với tầm bắn và độ chính xác vượt trội các khẩu súng trường nạp hậu Dreyse và Podewils mà bộ binh Đức sử dụng, súng Chassepot đã bắn hạ khoảng 16.000 quân Đức – nhiều hơn gấp đôi tổng số quân Pháp chết và bị thương – trong những trận đánh đầu tiên của chiến dịch năm 1870. Để khắc phục khuyết điểm này, quân Đức ở các trận như Wœrth và Spicheren đã áp dụng một phương pháp thô sơ: họ khai triển bộ binh theo các đội hình dọc cấp đại đội, cố lao thật nhanh cho tới khi các chốt phòng thủ của đối phương nằm trong tầm bắn của súng Dreyse. Đến lúc này, mọi đội hình tấn công của Đức mới phân tán thành một tuyến tản khai, rồi nằm sấp hoặc dựa vào sự yểm trợ của địa hình để tiến hành đấu hỏa lực nhằm thăm dò và tiêu hao sinh lực địch theo phong cách điển hình của họ.
Mặc dù chiến thuật nói trên chưa đủ để hạn chế đáng kể con số tổn thất của phía Phổ-Đức, đại thắng của họ đã được quyết định bởi hai yếu tố then chốt của chiến tranh hiện đại:
- Thứ nhất là ưu thế tuyệt đối về quân số: với lực lượng đông gấp đôi quân Pháp, các đạo binh của Thái tử Friedrich Wilhelm chỉ đơn thuần nới rộng chiến tuyến và bọc sườn các vị trí bố phòng vững chắc của đối phương.
- Thứ hai là sức mạnh pháo binh: được trang bị pháo rãnh xoắn, nạp hậu hiện đại của hãng Krupp, các đơn vị pháo binh thiện nghệ của Phổ-Đức đã gây thương vong hàng loạt cho quân phòng ngự Pháp từ tầm xa và làm cho bộ binh Pháp hoảng loạn đủ lâu để quân bộ binh Đức vượt qua "vùng tử địa" của các khẩu Chassepot và mitrailleuse rồi tiến vào tầm bắn của mình.[8]

Sau những chiến thắng mở màn ở Wissembourg, Wœrth và Spicheren, Thượng tướng Bộ binh Helmuth von Moltke thực hiện các nước đi kế tiếp của mình một cách nhanh chóng đến mức người Pháp không còn thời gian để tìm cách chế ngự chiến thuật ứng biến dựa vào quân số và pháo binh của đối phương.
Cuộc chiến tại Wœrth-Frœschwiller còn báo hiệu sự chấm dứt của một thời đại trong lịch sử chiến tranh. Qua những các đợt tấn công thất bại của quân thiết kỵ Pháp dưới quyền Michel và Bonnemain, trận đánh cho thấy kỵ binh không còn chỗ đứng trên những chiến trường được chi phối bởi súng trường nạp hậu của chiến tranh hiện đại. Tuy nhiên, các quân đội châu Âu đã lãng quên bài học này trong một thời gian dài trước khi Chiến tranh thế giới thứ nhất bùng nổ vào mùa hè năm 1914.

### Những diễn biến kế tiếp

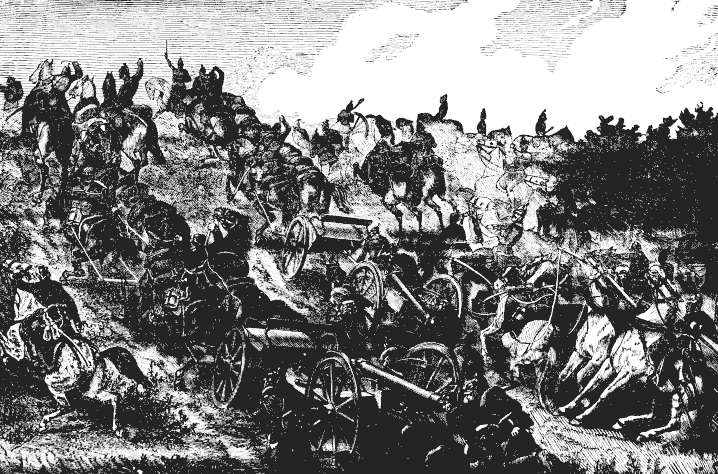
Pháo binh Phổ chế tạo bởi hãng Krupp, 1870

Hai cuộc thua trận ngày 6 tháng 8, nổi bật trong đó là cảnh tượng pháo binh Đức khoét những lỗ hổng to lớn vào trận tuyến của mình, đã làm sa sút tinh thần quân lực Pháp đồng thời đánh đòn nặng nề vào ý chí của Napoléon. Buổi sáng ngày 7 tháng 8, ông truyền lệnh cho toàn bộ quân lực rút về Châlons-sur-Marne, để lại mọi quyền chủ động chiến lược trong tay Bá tước von Moltke. Nhưng, trong khi con đường tháo chạy về hướng tây-nam của MacMahon và Failly sau trận Wœrth đã mở rộng khoảng trống giữa 3 quân đoàn I, V, VII ở phía nam và 5 quân đoàn chủ lực Pháp trên mạn bắc, Frossard lại tự ý quyết định rút quân từ Sarreguemines về Metz mà không hỏi ý Napoléon khi hay tin MacMahon đại bại. Cuối ngày 7 tháng 8, sau khi xác định lại tình hình, hoàng đế Pháp đành hạ lệnh cho cánh quân phía nam triệt thoái về Châlons để thành lập một binh đoàn mới do MacMahon chỉ huy, còn chủ lực Binh đoàn sông Rhin lui về tập kết tại pháo đài Metz rồi rút tới Châlons theo đường Verdun để hội quân với MacMahon. Chỉ sau một tuần lễ chiến đấu, quân đội Pháp đã hoàn toàn triệt thoái. Đến ngày 12 tháng 8, Napoléon trao quyền chỉ huy Binh đoàn sông Rhin cho Thống chế F. A. Bazaine, nguyên Tư lệnh Quân đoàn III.
Sau khi nhận định lại cục diện chiến tranh, Moltke ra huấn lệnh cho Thái tử Friedrich Wilhelm tiếp tục theo sau cánh quân của MacMahon trong khi ông tập trung điều động các Binh đoàn số 1 và số 2 truy kích tiêu diệt chủ lực Binh đoàn sông Rhin. Dưới sự chỉ đạo của Thái tử và Blumenthal, các đơn vị chủ lực của Binh đoàn 3 vượt dãy Vosges mà không vấp phải sự kháng cự nào từ tàn binh Pháp. Trong vùng núi, quân Bayern và Württemberg đã vây chiếm một số pháo đài đơn lẻ của Pháp như Lichtenberg và Marsal. Đến ngày 12 tháng 8, Binh đoàn 3 đã ra được khỏi dãy Vosges và nối lại liên lạc với Binh đoàn 2 trên mạn bắc. Vào ngày 16 tháng 8, Bộ Tư lệnh Binh đoàn 3 thiết lập tổng hành dinh tại Nancy để yểm trợ các hoạt động chủ lực của các binh đoàn 1 và 2 đồng thời chuẩn bị ứng phó với mọi tình huống. Sau khi hai binh đoàn Phổ-Đức giành thắng lợi trong các trận Borny-Colombey (14 tháng 8), Mars-la-Tour-Vionville (16 tháng 8), Gravelotte-St. Privat (18 tháng 8) và cô lập hoàn toàn Bazaine trong pháo đài Metz, tướng Moltke bắt đầu xoáy trọng tâm sang MacMahon. Để lại Binh đoàn 1 và 4 quân đoàn của Binh đoàn 2 vây hãm Metz, ông rút 3 quân đoàn khỏi biên chế Binh đoàn 2 để thành lập Binh đoàn sông Maas do Thái tử Albert của Sachsen chỉ huy, và truyền lệnh cho Binh đoàn sông Maas cùng với Binh đoàn 3 tiến về Châlons để dứt điểm chiến dịch.
Về phía mình, MacMahon đã có mặt cùng Napoléon ở Châlons từ ngày 16 tháng 8. Sau khi được tăng cường lực lượng, hai ông thành lập Binh đoàn Châlons vào ngày 21 tháng 8. Dưới sức ép của dư luận Pháp, Napoléon và MacMahon mang quân đến Rheims và sau đó đến Montmédy trong một nỗ lực nhằm đi vòng qua sườn của Moltke và giải vây cho Metz. Nhưng tướng Moltke đã phát giác được cuộc hành quân này vào ngày 25 tháng 8 và ông điều các đạo quân hùng mạnh của hai thái tử Bắc Đức rẽ sang hướng tây bắc để đuổi bắt đối phương. Ngày 30 tháng 8, quân của hai thái tử đã bắt kịp và đánh tan Quân đoàn V Pháp ở Beaumont, buộc MacMahon phải rút quân vào Sedan. Tại đây, 20 vạn quân Đức đã vây kín Binh đoàn Châlons vào ngày 1 tháng 9 năm 1870. Hôm sau, Napoléon III, MacMahon cùng toàn bộ lực lượng của mình ra đầu hàng. Chẳng bấy lâu sau, Paris rơi vào vòng vây của hai vị thái tử Đức.